# Asian Open Figure Skating Trophy
L'Asian Open Figure Skating Trophy, più conosciuta semplicemente con il nome Asian Open e precedentemente conosciuta come Campionati di Pattinaggio di Figura Asiatici, è una gara di pattinaggio di figura organizzata dall'Asian Skating Union. In alcuni anni è stata parte del circuito ISU Challenger Series. Comprende gare a livello senior, junior e novice nei singoli, sia maschili che femminili, nella coppia e nella danza su ghiaccio.

## Albo d'oro senior
CS: ISU Challenger Series

### Singolo maschile
| Anno    | Luogo     | Oro                        | Argento           | Bronzo             |
| 2007    | Taipei    | Henry Lu Shih-hao          | Romklao Sopa      | Anup Kumar Yama    |
| 2008    | Hong Kong | Ri Song-chol               | Abzal Rakimgaliev | Kim Min-seok       |
| 2010    | Bangkok   | Akio Sasaki                | Tien Hung-wen     | Karn Luanpreda     |
| 2011    | Dongguan  | Yan Han                    | Misha Ge          | Guan Yuhang        |
| 2012    | Taipei    | Chiu Ting Ronald Lam       | Kim Min-seok      | Lee June-hyoung    |
| 2013    | Bangkok   | Tatsuki Machida            | Misha Ge          | Lee June-hyoung    |
| 2014    | Taipei    | Shōma Uno                  | Kim Jin-seo       | Lee June-hyoung    |
| 2015    | Bangkok   | Michael Christian Martinez | Keiji Tanaka      | Hiroaki Sato       |
| 2016    | Manila    | Keiji Tanaka               | Kim Jin-seo       | Julian Zhi Jie Yee |
| 2017    | Hong Kong | Keiji Tanaka               | Ryuju Hino        | An Geon-hyeong     |
| 2018 CS | Bangkok   | Sōta Yamamoto              | Tsao Chih-i       | Byun Se-jong       |
| 2019 CS | Dongguan  | Daniel Grassl              | Andrew Torgashev  | Ryan Dunk          |
| 2021    | Beijing   | Yūma Kagiyama              | Shun Satō         | Jin Boyang         |
| 2022    | Jakarta   | Chen Yudong                | Yuen Lap Kan      | Douglas Gerber     |
| 2023    | Bangkok   | Dai Daiwei                 | Cha Young-hyun    | Darian Kaptich     |
| 2024    | Hong Kong | Lee Si-hyeong              | Dai Daiwei        | Nozomu Yoshioka    |

### Singolo femminile
| Anno    | Luogo     | Oro                     | Argento        | Bronzo             |
| 2007    | Taipei    | Kim Soo-jin             | Kim Na-young   | Tamami Ono         |
| 2008    | Hong Kong | Anastasia Gimazetdinova | Kim Na-young   | Sin Na-hee         |
| 2010    | Bangkok   | Ayane Nakamura          | Sandra Khopon  | Kim Ji-young       |
| 2011    | Dongguan  | Park Yeon-jun           | Wang Jialei    | Kwak Min-jeong     |
| 2012    | Taipei    | Park So-youn            | Cho Kyung-ah   | Lee Tae-yeon       |
| 2013    | Bangkok   | Satoko Miyahara         | Zhang Kexin    | Melissa Bulanhagui |
| 2014    | Taipei    | Rika Hongō              | Riona Kato     | Park So-youn       |
| 2015    | Bangkok   | Mai Mihara              | Riona Kato     | Kaori Sakamoto     |
| 2016    | Manila    | Yura Matsuda            | Choi Da-bin    | Amy Lin            |
| 2017    | Hong Kong | Kaori Sakamoto          | Yuna Shiraiwa  | Kailani Craine     |
| 2018 CS | Bangkok   | Lim Eun-soo             | Yuna Shiraiwa  | Mako Yamashita     |
| 2019 CS | Dongguan  | Lim Eun-soo             | Kim Ha-nul     | Gabriella Izzo     |
| 2021    | Beijing   | Mai Mihara              | Kaori Sakamoto | Joanna So          |
| 2022    | Jakarta   | Sofia Frank             | Joanna So      | Ting Tzu-Han       |
| 2023    | Bangkok   | An Xiangyi              | Ting Tzu-Han   | Chen Jiaying       |
| 2024    | Hong Kong | An Xiangyi              | Mako Yamashita | Mai Mihara         |

### Coppie
| Anno | Luogo     | Oro                            | Argento                     | Bronzo                         |
| 2008 | Hong Kong | Sung Mi-hyang / Jong Yong-hyok | Rie Aoi / Wen Xiong Guo     | Ri Ji-hyang / Thae Won-hyok    |
| 2016 | Manila    | Ryom Tae-ok / Kim Ju-sik       | Pak So-hyang / Song Nam-i   | Miu Suzaki / Ryūichi Kihara    |
| 2017 | Hong Kong | Kim Su-yeon / Kim Hyung-tae    | Miu Suzaki / Ryūichi Kihara | Narumi Takahashi / Ryo Shibata |
| 2018 | Bangkok   | Peng Cheng / Jin Yang          | Ryom Tae-ok / Kim Ju-sik    | nessun altro partecipante      |
| 2021 | Beijing   | Sui Wenjing / Han Cong         | Peng Cheng / Jin Yang       | Wang Yuchen / Huang Yihang     |

### Danza su ghiaccio
| Anno    | Luogo    | Oro                                      | Argento                          | Bronzo                          |
| 2018 CS | Bangkok  | Wang Shiyue / Liu Xinyu                  | Rachel Parsons / Michael Parsons | Misato Komatsubara / Tim Koleto |
| 2019 CS | Dongguan | Christina Carreira / Anthony Ponomarenko | Ksenia Konkina / Pavel Drozd     | Maria Kazakova / Georgy Reviya  |
| 2021    | Beijing  | Wang Shiyue / Liu Xinyu                  | Chen Hong / Sun Zhuoming         | nessun altro partecipante       |

## Albo d'oro junior

### Singolo maschile
| Anno | Luogo     | Oro                | Argento            | Bronzo             |
| 2007 | Taipei    | Naoto Saito        | Yukihiro Yoshida   | Dennis Hon Lan To  |
| 2008 | Hong Kong | Keiji Tanaka       | Luo Yuyanlong      | Jang Ju-hyok       |
| 2010 | Bangkok   | Kosuke Nozue       | Chen Jui-shu       | Dinesh Kumar       |
| 2011 | Dongguan  | Jin Boyang         | Lee June-hyoung    | Lee Dong-won       |
| 2012 | Taipei    | Tsao Chih-i        | Taichi Honda       | Jordan Ju          |
| 2013 | Bangkok   | Alex Kang-chan Kam | Tsao Chih-i        | Byun Se-jong       |
| 2014 | Taipei    | Hidetsugu Kamata   | Julian Zhi Jie Yee | Taichi Honda       |
| 2015 | Bangkok   | Mitsuki Sumoto     | Kai Xiang Chew     | Han Kum-chol       |
| 2016 | Manila    | Koshiro Shimada    | Park Sung-hoon     | Han Kum-chol       |
| 2017 | Hong Kong | Sena Miyake        | Park Sung-hoon     | Kyeong Jae-Seok    |
| 2018 | Bangkok   | Yūma Kagiyama      | Tatsuya Tsuboi     | Nicholas Hsieh     |
| 2019 | Dongguan  | Yudong Chen        | Fang Yi Lin        | Donghyeok Lee      |
| 2022 | Jakarta   | Chen Yudong        | Li Yu-Hsiang       | Pagiel Yie Ken Sng |
| 2023 | Bangkok   | Li Yu-Hsiang       | LI Yanhao          | Jarvis Ho          |
| 2024 | Hong Kong | Li Jiarui          | Jarvis Ho          | Sun Yihe           |

### Singolo femminile
| Anno | Luogo     | Oro             | Argento                  | Bronzo                 |
| 2007 | Taipei    | Yuki Nishino    | Ayane Nakamura           | Sigrid Young           |
| 2008 | Hong Kong | Yuki Nishino    | Kwak Min-jeong           | Yun Yea-ji             |
| 2010 | Bangkok   | Kako Tomotaki   | Mimi Tanasorn Chindasook | Suthatta Yilansuwan    |
| 2011 | Dongguan  | Kim Hae-jin     | Park So-youn             | Hinano Isobe           |
| 2012 | Taipei    | Satoko Miyahara | Choi Hwi                 | Yuka Nagai             |
| 2013 | Bangkok   | Kaori Sakamoto  | Mai Mihara               | Choi Da-bin            |
| 2014 | Taipei    | Wakaba Higuchi  | Choi Da-bin              | Rin Nitaya             |
| 2015 | Bangkok   | Yuna Aoki       | Marin Honda              | Kim Se-na              |
| 2016 | Manila    | Marin Honda     | Kim Ye-lim               | Lim Eun-soo            |
| 2017 | Hong Kong | Rika Kihira     | Lim Eun-soo              | Kim Ye-lim             |
| 2018 | Bangkok   | Lee Hae-in      | Gabriella Izzo           | Wi Seo-yeong           |
| 2019 | Dongguan  | Wi Seo-yeong    | Ji Seo-yeon              | Hiu Yau Chow           |
| 2022 | Jakarta   | Hwang Ji-hyun   | Phattaratida Kaneshige   | Chan Tsz Ching         |
| 2023 | Bangkok   | Tsai Yu-Feng    | Lee Hyo-rin              | Phattaratida Kaneshige |
| 2024 | Hong Kong | Xu Wandi        | Ariel Guo                | Kim Geon-hee           |

## Albo d'oro novice

### Singolo maschile
| Anno | Luogo     | Oro                 | Argento           | Bronzo                     |
| 2007 | Taipei    | Ryuju Hino          | Keiji Tanaka      | Jui-Shu Chen               |
| 2008 | Hong Kong | Lee Dong-won        | Sei Kawahara      | Ryoichi Yuasa              |
| 2010 | Bangkok   | Taichi Honda        | Tsao Chih-I       | Meng-Ju Lee                |
| 2011 | Dongguan  | Richard Kang-in Kam | Sōta Yamamoto     | Wayne Wing Yin Chung       |
| 2012 | Taipei    | Cha Jun-hwan        | Sōta Yamamoto     | Kai Xiang Chew             |
| 2013 | Bangkok   | Koshiro Shimada     | Lee Si-hyeong     | Park Sung-hoon             |
| 2014 | Taipei    | Han Kum Chol        | Sena Miyake       | Darian Kaptich             |
| 2015 | Bangkok   | Park Sung-hoon      | Ro Yong Myong     | Giuseppe Triulcio          |
| 2016 | Manila    | Shun Satō           | Elliott Jang      | Anshul Santoshkumar Raskar |
| 2017 | Hong Kong | Kao Miura           | Shunsuke Nakamura | Lin Fang-Yi                |
| 2018 | Bangkok   | Ilia Malinin        | Shunsuke Nakamura | Lin Fang-Yi                |
| 2019 | Dongguan  | Tian Tonghe         | Li Yu-Hsiang      | Kim Hyung-yeom             |
| 2022 | Jakarta   | Jarvis Ho           | Kryshtof Pradeaux | Wu Bo-Shun                 |

### Singolo femminile
| Anno | Luogo     | Oro              | Argento        | Bronzo             |
| 2007 | Taipei    | Sayaka Matsubara | Mayumi Hioki   | Tiffany Mika Chen  |
| 2008 | Hong Kong | Karen Kemanai    | Miu Sato       | Jia Lei Wang       |
| 2010 | Bangkok   | Satoko Miyahara  | Ng Yi-Ching    | Jue Ti Wang Phoebe |
| 2011 | Dongguan  | Choi Da-bin      | Mayako Matsuno | Saki Tamiya        |
| 2012 | Taipei    | Choi Da-bin      | Wakaba Higuchi | Nam Su-bin         |
| 2013 | Bangkok   | Wakaba Higuchi   | Marin Honda    | Yun Min-su         |
| 2014 | Taipei    | Yuna Aoki        | Kim Ye-ri      | Marin Honda        |
| 2015 | Bangkok   | Kim Ye-lim       | You Young      | Moa Iwano          |
| 2016 | Manila    | Young You        | Kam Yun-kyung  | Moa Iwano          |
| 2017 | Hong Kong | Mana Kawabe      | Alysa Liu      | Noh Chae-eun       |
| 2018 | Bangkok   | Alysa Liu        | Sara Honda     | Hana Yoshida       |
| 2019 | Dongguan  | An Xiangyi       | Mia Kalin      | Isabeau Levito     |
| 2022 | Jakarta   | Lee Eun          | Tsai Yu-Feng   | Renee Tsai         |